# België op de Olympische Zomerspelen 1964
België nam deel aan de Olympische Zomerspelen 1964 in Tokio, Japan. Voor het eerst sinds 1952 werd weer goud gewonnen.

## Medailleoverzicht
| Sport      | Olympiër         | Discipline           | Medaille |
| ---------- | ---------------- | -------------------- | -------- |
| Atletiek   | Gaston Roelants  | 3000 m steeple chase | Goud     |
| Wielrennen | Patrick Sercu    | 1000 m tijdrit       | Goud     |
| Wielrennen | Walter Godefroot | wegwedstrijd         | Brons    |

## Resultaten en deelnemers

### Atletiek
| Olympiër               | Discipline               | Resultaat | Prestatie                                                               |
| ---------------------- | ------------------------ | --------- | ----------------------------------------------------------------------- |
| Jacques Pennewaert     | 400m (m)                 | 39e       | serie 4: 8e in 47,7                                                     |
| Paul Roekaerts         | 800m (m)                 | 29e       | serie 6: 6e in 1.50,9                                                   |
| Jos Lambrechts         | 800m (m)                 | 24e       | serie 1: 4e in 1.48,9 halve finale 3: 8e in 1.52,8                      |
| Jacques Pennewaert     | 800m (m)                 | 39e       | serie 4: 3e in 1.49,2 halve finale 1: 3e in 1.47,0 finale: 8e in 1.50,5 |
| Eugène Allonsius       | 1500m (m)                | 10e       | serie 4: 4e in 3.43,3 halve finale 2: 6e in 3.41,9                      |
| Eugène Allonsius       | 5000m (m)                | 15e       | serie 2: 6e in 13.55,0                                                  |
| Rik Clerckx            | 5000m (m)                | 40e       | serie 4: 10e in 14.40,0                                                 |
| Gaston Roelants        | 5000m (m)                | DNS       | serie 1: niet gestart                                                   |
| Rik Clerckx            | 10000m (m)               | 12e       | 29.29,6                                                                 |
| Leo Mariën             | 110m horden (m)          | 28e       | serie 4: 4e in 14,9                                                     |
| Wilfried Geeroms       | 400m horden (m)          | 8e        | serie 3: 1e in 51,2 halve finale 1: 4e in 51,0 finale: 8e in 51,4       |
| Gaston Roelants        | 3000m steeple (m)        | Goud      | serie 3: 2e in 8.33,8 finale: 1e in 8.30,8 (OR)                         |
| Aureel Vandendriessche | marathon (m)             | 7e        | 2:18.42,6                                                               |
| Paul Coppejans         | polsstokhoogspringen (m) | 27e       | kwalificatie: 27e met 4,20m                                             |

### Gewichtheffen
| Olympiër     | Discipline | Resultaat | Prestatie                                                                            |
| ------------ | ---------- | --------- | ------------------------------------------------------------------------------------ |
| Serge Reding | +90kg (m)  | 10e       | drukken: 6e met 167,5kg trekken: 13e met 130kg stoten: 12e met 180kg totaal: 477,5kg |

### Gymnastiek
| Olympiër            | Discipline               | Resultaat | Prestatie |
| ------------------- | ------------------------ | --------- | --- |
| Veronica Grymonprez | meerkamp individueel (v) | 45e       | sprong: 35e met 18,566 punten vloer: 43e met 18,366 punten brug: 53e met 18,066 punten balk: 49e met 18,266 punten totaal: 73,264 punten |

### Hockey
| Olympiër | Discipline | Resultaat | Prestatie |
| --- | ---------- | --------- | --- |
| Yves Bernaert Michel Berger Jean-Marie Buisset Jean-Louis Le Clerc Franz Lorette Guy Miserque Daniel Moussiaux André Muschs Michel Muschs Claude Ravinet Jacques Rémy Freddy Rens Jean-Louis Roersch Eric van Beuren Jacques Vanderstappen Guy Verhoeven | mannen     | 11e       | groep B: 6e V van India: 0-2 W van Hongkong: 2-0 G tegen Maleisië: 3-3 V van Nederland: 0-4 W van Canada: 5-1 G tegen Duitsland: 0-0 V van Spanje: 0-3 |

| Groep B |           |             |             |             |             |            |            |            |        |
| #       | Land      | Wedstrijden | Wedstrijden | Wedstrijden | Wedstrijden | Doelpunten | Doelpunten | Doelpunten | Punten |
| #       | Land      | G           | W           | G           | V           | V          | T          | Saldo      | Punten |
| 1       | India     | 7           | 5           | 2           | 0           | 18         | 4          | +14        | 12     |
| 2       | Spanje    | 7           | 4           | 3           | 0           | 16         | 3          | +13        | 11     |
| 3       | Duitsland | 7           | 2           | 5           | 0           | 9          | 4          | +5         | 9      |
| 4       | Nederland | 7           | 4           | 1           | 2           | 20         | 4          | +16        | 9      |
| 5       | Maleisië  | 7           | 2           | 2           | 3           | 11         | 13         | -2         | 6      |
| 6       | België    | 7           | 2           | 2           | 3           | 10         | 13         | -3         | 6      |
| 7       | Canada    | 7           | 1           | 0           | 6           | 5          | 25         | -20        | 2      |
| 8       | Hongkong  | 7           | 0           | 1           | 6           | 3          | 26         | -23        | 1      |

| Datum      | Ronde | Plaats    | Land | Score    | Land |
| ---------- | ----- | --------- | ---- | -------- | ---- |
| Groepsfase |       |           |      |          |      |
| 11 oktober | Tokio | India     | 2-0  | België   |      |
| 12 oktober | Tokio | België    | 2-0  | Hongkong |      |
| 14 oktober | Tokio | België    | 3-3  | Maleisië |      |
| 15 oktober | Tokio | Nederland | 4-0  | België   |      |
| 17 oktober | Tokio | België    | 5-1  | Canada   |      |
| 18 oktober | Tokio | Duitsland | 0-0  | België   |      |
| 19 oktober | Tokio | Spanje    | 3-0  | België   |      |

### Kanovaren
| Olympiër                  | Discipline    | Resultaat | Prestatie                                                                        |
| ------------------------- | ------------- | --------- | -------------------------------------------------------------------------------- |
| René Roels                | K-1 1000m (m) | DNS       | serie 3: niet gestart                                                            |
| René Roels Rik Verbrugghe | K-2 1000m (m) | 12e       | serie 1: 5e in 3.50,07 herkansingen: 3e in 3.57,27 halve finale 3: 4e in 3.53,66 |

### Roeien
| Olympiër                            | Discipline      | Resultaat | Prestatie                                                                  |
| ----------------------------------- | --------------- | --------- | -------------------------------------------------------------------------- |
| Michel De Meulemeester Gerard Higny | dubbel-twee (m) | 9e        | serie 3: 2e in 6.45,69 herkansingen: 2e in 6.49,28 finale B: 3e in 6.49,70 |

### Schermen
| Olympiër               | Discipline | Resultaat | Prestatie                                             |
| ---------------------- | ---------- | --------- | ----------------------------------------------------- |
| Rene van den Driessche | degen (m)  | 41e       | 1e ronde groep B: 5e (3-4) 1e ronde barrage: 2e (0-1) |
| Yves Brasseur          | sabel (m)  | 33e       | 1e ronde groep G: 4e (2-4) 1e ronde barrage: 2e (0-1) |

### Schietsport
| Olympiër        | Discipline                 | Resultaat | Prestatie                       |
| --------------- | -------------------------- | --------- | ------------------------------- |
| Frans Lafortune | 50m geweer 3 houdingen (m) | 41e       | 1126 punten: (392-384-350)      |
| Frans Lafortune | 50m geweer liggend (m)     | 42e       | 586 punten: (97-99-96-98-98-98) |

### Waterpolo
| Olympiër | Discipline | Resultaat | Prestatie |
| --- | ---------- | --------- | --- |
| Jacques Caufrier Bruno De Hesselle Karel De Vis Roger De Wilde Frank D'Osterlinck Nicolas Dumont André Laurent Léon Pickers Joseph Stappers Johan Van Den Steen | mannen     | 7e        | groep D: 2e V van Hongarije: 0-5 W van Verenigde Arabische Republiek: 8-5 halve finale groep C/D: 4e V van Joegoslavië: 2-5 V van Nederland: 5-7 5-8e plek: 3e V van Duitsland: 3-5 W van Roemenië: 5-3 |

| Groep D |                               |             |             |             |             |            |            |            |        |
| #       | Land                          | Wedstrijden | Wedstrijden | Wedstrijden | Wedstrijden | Doelpunten | Doelpunten | Doelpunten | Punten |
| #       | Land                          | G           | W           | G           | V           | V          | T          | Saldo      | Punten |
| 1       | Hongarije                     | 2           | 2           | 0           | 0           | 16         | 1          | +15        | 4      |
| 2       | België                        | 2           | 1           | 0           | 1           | 8          | 10         | -2         | 2      |
| 3       | Verenigde Arabische Republiek | 2           | 0           | 0           | 2           | 6          | 19         | -13        | 0      |

| Ronde      | Datum | Plaats                        | Land | Score  | Land |
| ---------- | ----- | ----------------------------- | ---- | ------ | ---- |
| Groepsfase |       |                               |      |        |      |
| 12 oktober | Tokio | Hongarije                     | 5-0  | België |      |
| 13 oktober | Tokio | Verenigde Arabische Republiek | 5-8  | België |      |

| Groep halve finale C/D |             |             |             |             |             |            |            |            |        |
| #                      | Land        | Wedstrijden | Wedstrijden | Wedstrijden | Wedstrijden | Doelpunten | Doelpunten | Doelpunten | Punten |
| #                      | Land        | G           | W           | G           | V           | V          | T          | Saldo      | Punten |
| 1                      | Joegoslavië | 3           | 2           | 1           | 0           | 17         | 8          | +9         | 5      |
| 2                      | Hongarije   | 3           | 2           | 1           | 0           | 15         | 9          | +6         | 5      |
| 3                      | Nederland   | 3           | 1           | 0           | 2           | 14         | 18         | -4         | 2      |
| 4                      | België      | 3           | 0           | 0           | 3           | 7          | 18         | -11        | 0      |

| Ronde      | Datum | Plaats      | Land | Score  | Land |
| ---------- | ----- | ----------- | ---- | ------ | ---- |
| Groepsfase |       |             |      |        |      |
| 14 oktober | Tokio | Joegoslavië | 6-2  | België |      |
| 15 oktober | Tokio | Nederland   | 7-5  | België |      |

| 5-8e plaats |           |             |             |             |             |            |            |            |        |
| #           | Land      | Wedstrijden | Wedstrijden | Wedstrijden | Wedstrijden | Doelpunten | Doelpunten | Doelpunten | Punten |
| #           | Land      | G           | W           | G           | V           | V          | T          | Saldo      | Punten |
| 1           | Roemenië  | 3           | 2           | 0           | 1           | 14         | 10         | +4         | 4      |
| 2           | Duitsland | 3           | 2           | 0           | 1           | 14         | 12         | +2         | 4      |
| 3           | België    | 3           | 1           | 0           | 2           | 13         | 15         | -2         | 2      |
| 4           | Nederland | 3           | 1           | 0           | 2           | 12         | 16         | -4         | 2      |

| Ronde      | Datum | Plaats    | Land | Score  | Land |
| ---------- | ----- | --------- | ---- | ------ | ---- |
| Groepsfase |       |           |      |        |      |
| 17 oktober | Tokio | Duitsland | 5-3  | België |      |
| 18 oktober | Tokio | Roemenië  | 3-5  | België |      |

### Wielersport
| Olympiër                                                                     | Discipline                    | Resultaat | Prestatie                                                                                   |
| Baan                                                                         | Baan                          | Baan      | Baan                                                                                        |
| ---------------------------------------------------------------------------- | ----------------------------- | --------- | ------------------------------------------------------------------------------------------- |
| Patrick Sercu                                                                | sprint (m)                    | 5e        | serie 4: 1e in 11,67 2e ronde serie 4: 1e in 11,43 kwartfinale 3: V van ITA Pettenella: 0-2 |
| Patrick Sercu                                                                | tijdrit (m)                   | Goud      | 1.09,59                                                                                     |
| Herman Van Loo                                                               | individuele achtervolging (m) | 9e        | serie 3: 1e in 5.07,22                                                                      |
| Roland De Neve Leopold Heuvelmans Roland Van De Rijse Albert Van Vlierberghe | ploegenachtervolging (m)      | 13e       | serie 6: 2e in 5.04,25                                                                      |
| Weg                                                                          |                               |           |                                                                                             |
| Jozef Boons                                                                  | wegwedstrijd (m)              | 38e       | 4:39.51,76                                                                                  |
| Walter Godefroot                                                             | wegwedstrijd (m)              | Brons     | 4:39.51,74                                                                                  |
| Eddy Merckx                                                                  | wegwedstrijd (m)              | 12e       | 4:39.51,74                                                                                  |
| Roger Swerts                                                                 | wegwedstrijd (m)              | 18e       | 4:39.51,74                                                                                  |
| Roland De Neve Leopold Heuvelmans Roland Van De Rijse Albert Van Vlierberghe | ploegentijdrit (m)            | 13e       | 2:32.54,40                                                                                  |

### Worstelen
| Olympiër        | Discipline     | Resultaat      | Prestatie |
| Grieks-Romeins  | Grieks-Romeins | Grieks-Romeins | Grieks-Romeins                                                                                               |
| --------------- | -------------- | -------------- | --- |
| Maurice Mewis   | -52kg (m)      | 4e             | 1e ronde: W van IRI Khoshoi 2e ronde: W van KOR Sin 3e ronde: W van TUR Bozkurt 4e ronde: V van JPN Hanahara |
| Jef Mewis       | -63kg (m)      | 6e             | 1e ronde: W van IND Patil 2e ronde: W van MEX Tovar 3e ronde: V van POL Macioch 4e ronde: V van URS Rurua    |
| Albert Michiels | -78kg (m)      | 16e            | 1e ronde: G tegen FRA Schiermeyer 2e ronde: V van POL Dubicki 3e ronde: V van USA Camilleri                  |

### Zeilen
| Olympiër    | Discipline | Resultaat | Prestatie                        |
| ----------- | ---------- | --------- | -------------------------------- |
| André Nelis | finn       | 10e       | 4210 punten: (23-14-7-2-12-8-17) |

### Zwemmen
| Olympiër         | Discipline          | Resultaat | Prestatie             |
| ---------------- | ------------------- | --------- | --------------------- |
| François Simons  | 100m vrije slag (m) | 36e       | serie 4: 5e in 56,8   |
| Herman Verbauwen | 200m rugslag (m)    | 26e       | serie 1: 6e in 2.24,9 |

Afghanistan · Algerije · Argentinië · Australië · Bahama's · België · Bermuda · Birma · Bolivia · Brazilië · Brits-Guiana · Bulgarije · Cambodja · Canada · Ceylon · Chili · Colombia · Congo-Brazzaville · Costa Rica · Cuba · Denemarken · Dominicaanse Republiek · Duits eenheidsteam · Ethiopië · Filipijnen · Finland · Frankrijk · Ghana · Griekenland · Groot-Brittannië · Hongarije · Hongkong · Ierland · IJsland · India · Irak · Iran · Israël · Italië · Ivoorkust · Jamaica · Japan · Joegoslavië · Kameroen · Kenia · Libanon · Liberia · Libië · Liechtenstein · Luxemburg · Madagaskar · Maleisië · Mali · Marokko · Mexico · Monaco · Mongolië · Nederland · Nederlandse Antillen · Nepal · Nieuw-Zeeland · Niger · Nigeria · Noord-Rhodesië · Noorwegen · Oeganda · Oostenrijk · Pakistan · Panama · Peru · Polen · Portugal · Puerto Rico · Roemenië · Senegal · Sovjet-Unie · Spanje · Taiwan · Tanganyika · Thailand · Trinidad en Tobago · Tsjaad · Tsjecho-Slowakije · Tunesië · Turkije · Uruguay · Venezuela · Verenigde Arabische Republiek · Verenigde Staten · Vietnam · Zuid-Korea · Zuid-Rhodesië · Zweden · Zwitserland